# Edwin
Edwin – imię męskie pochodzenia germańskiego. Wywodzi się od słowa oznaczającego „pomyślność”, „szczęście” lub „przyjaciel”. Patronem tego imienia jest św. Edwin, król Northumbrii. Forma żeńska: Edwina
Edwin imieniny obchodzi 12 października.

## Osoby noszące to imię
- Edwin (król Nortumbrii)
- Edwin (król Anglii)
- Edwin Aldrin
- Edwin Arnold – poeta angielski
- Edwin Atherstone – poeta angielski
- Edwin Bendyk
- Edwin Russell Durno – amerykański polityk związany z Partią Republikańską
- Edwin Herbert Hall
- Edwin Hubble
- Edwin Mattison McMillan – amerykański chemik
- Edwin Rozłubirski
- Edwin van der Sar

## Postacie fikcyjne
- Edwin Czerwony Mag z Thay (Edwin Odesseiron) – jeden z bohaterów gry Baldur’s Gate
- Edwin Kolonko – jeden z bohaterów „ Złego” Leopolda Tyrmanda, redaktor Expressu Wieczornego
- Edwin Wąsowski – hrabia, jeden z bohaterów serialu Stawka większa niż życie
- Edwin Murray – właściciel fabryki Murray's Costium Nanor z gry Five Nights at Freddy's: Secret of the Mimic.